# Jamskie Siodło
Jamskie Siodło – znajdująca się na wysokości ok. 1085 m n.p.m. przełęcz pomiędzy Spaloną Czubą (1257 m) a Jamską Czubą (1108 m) w Tatrach Zachodnich. Przełęcz położona jest w pobliżu wierzchołka Jamskiej Czuby. Na przełęczy tej i w jej okolicy znajduje się polana Jamy z szałasem. Północne zbocza przełęczy opadają do dolnej części Doliny Huciańskiej, południowe – do dolnej części Doliny Dudowej.

## Szlaki turystyczne
Czasy przejścia podane na podstawie mapy.
 przez przełęcz prowadzi znakowana czarno Ścieżka nad Reglami, a konkretnie jej końcowy odcinek z Doliny Kościeliskiej przez Przysłop Kominiarski i Niżnią Polanę Kominiarską do Doliny Chochołowskiej, gdzie wychodzi naprzeciwko Polany pod Jaworki.
- Czas przejścia z Doliny Kościeliskiej na przełęcz: 1:55 h, z powrotem tyle samo
- Czas przejścia z przełęczy do Doliny Chochołowskiej: 5 min, ↑ 10 min